# Saison 1 de Kaboul Kitchen
Chronologie
Saison 2
Cette page présente la liste des épisodes de la première saison de la série télévisée Kaboul Kitchen.

## Synopsis
Durant l'invasion par les États-Unis de l'Afghanistan, Jacky Robert - ressortissant français - tient un restaurant/bar pour les expatriés à Kaboul, le « Kaboul Kitchen ».

## Distribution
- Gilbert Melki : Jacky Robert
- Stéphanie Pasterkamp : Sophie
- Benjamin Bellecour : Axel
- Alexis Michalik : Damien
- Simon Abkarian : Colonel Amanullah
- Marc Citti : Victor
- Brahim Bihi : Sayed
- Nadia Niazi : Hamida
- Fayçal Azizi : Habib
- Fanny Touron : Camille
- Lucia Sanchez : Rosemary
- Louise Coldefy : Constance

## Liste des épisodes

### Épisode 1:La Fille à la grosse valise
- France : 13 février 2012 sur Canal +[1]

### Épisode 2:La Piscine
- France : 13 février 2012 sur Canal +

### Épisode 3:La Panthère et l'Imprimeur
- France : 13 février 2012 sur Canal +

### Épisode 4:Dollars et Passion
- France : 20 février 2012 sur Canal +

### Épisode 5:Peur sur Kaboul
- France : 20 février 2012 sur Canal +

### Épisode 6:Vices et Versets
- France : 20 février 2012 sur Canal +

### Épisode 7:Le Départ de Sophie
- France : 27 février 2012 sur Canal +

### Épisode 8:Petits mensonges entre amis
- France : 27 février 2012 sur Canal +

Peter Hudson

### Épisode 9:Martine à Kaboul
- France : 27 février 2012 sur Canal +

### Épisode 10:Crise de foi
- France : 5 mars 2012 sur Canal +

### Épisode 11:Cool à Kaboul
- France : 5 mars 2012 sur Canal +

### Épisode 12:Pas cool à Kaboul
- France : 5 mars 2012 sur Canal +